# منجوق تپه حسن ابدال
منجوق تپه حسن ابدال مربوط به هزاره اول قبل از میلاد - دوران‌های تاریخی پس از اسلام است و در شهرستان بهار، بخش صالح آباد، روستای حسن ابدال واقع شده و این اثر در تاریخ ۲۴ فروردین ۱۳۸۲ با شمارهٔ ثبت ۸۰۸۴ به‌عنوان یکی از آثار ملی ایران به ثبت رسیده است.